# Sins of a Solar Empire
Sins of a Solar Empire (littéralement Les Péchés d'un empire solaire) est un jeu vidéo 4X développé par Ironclad Games, sorti en 2008 sur PC (Windows).

## Synopsis
Le joueur peut prendre le contrôle d'une des trois races disponibles.
- Les humains de la TEC (Trader Emergency Coalition) : une coalition marchande directement menacée par les deux autres races de la galaxie.
- Les Vasaris : des lézards humanoïdes effrayés par leur passé et cherchant à restaurer la gloire de leur empire déchu.
- Les Advents : des humains extraterrestres désireux de se venger à la suite de leur expulsion vers les bas-fonds de la galaxie par la TEC.

Le joueur commence avec une planète mère et deux frégates de construction. Au fil du temps, il se développe par le biais des recherches (spécifiques à chaque race) et s'enrichit grâce au commerce interstellaire. L'objectif du jeu est de dominer la galaxie militairement, voire culturellement ou économiquement.

## Système de jeu
La caméra se manipule grâce à un zoom puissant, capable de passer d'une vue très précise des vaisseaux à une vue de la galaxie tout entière. Le jeu mêle plusieurs genres de jeu en même temps : gestion, stratégie, combat, exploration...

## Accueil

### Critiques
| Metacritic         | 88 %   |
| EUR IGN            | 8,9/10 |
| EUR Cyber Stratège | 8/10   |
| EUR Jeuxvideo.com  | 16/20  |
| AN GameSpot        | 9/10   |
| EUR Gamekult       | 8/10   |
| AN 1UP.com         | A-     |

Les critiques de la presse spécialisée sont particulièrement élogieuses: développé par un studio inconnu jusqu'à présent, Sins of a Solar Empire s'est rapidement imposé comme l'un des meilleurs jeux de stratégie en temps réel de l'année 2008, grâce à un gameplay riche et accessible à la fois, une interface soignée, ou encore une excellente durée de vie.

### Récompenses
Sins of a Solar Empire a reçu de nombreux prix, notamment celui du Meilleur jeu de stratégie de l'année 2008.
Prix de la critique
- IGN 2008
  - Multi-plateformes
    - Prix du meilleur jeu de stratégie[10]

  - PC
    - Prix du jeu de l'année[11]
    - Prix du meilleur jeu de stratégie[12]
    - Prix du design le plus innovateur[13]
    - Nommé au Prix du meilleur jeu multijoueur[14]

- GameSpot 2008
  - Prix du meilleur jeu de stratégie[15]
  - Nommé au Prix du meilleur jeu multijoueur jouable en compétition[16]
  - Nommé au Prix du meilleur jeu PC[17]

- GameSpy 2008
  - Nommé au Prix du meilleur jeu PC[18]

### Ventes
Le 4 septembre 2008, Stardock Corporation annonce que 500 000 unités de Sins of a Solar Empire se sont écoulées depuis le lancement du jeu, dont 20 % grâce à la distribution en ligne, ce qui est d'autant plus satisfaisant puisque le jeu aura coûté moins d'un million de dollars à son développeur.

## Extensions
Ironclad a développé trois extensions pour Sins of a Solar Empire. Elles sont vendues en téléchargement sur le site de Stardock via le système Impulse, ou via la version TRINITY, sortie en juillet 2010 et contient uniquement les deux premières extensions Entrenchment & Diplomacy en plus de la version de base, disponible dans le commerce.

### Entrenchment
Cette première extension Entrenchment a été annoncée le 29 août 2008. Elle inclut de nouvelles améliorations d'arme, des plates-formes de défense et des bases modulaires. Prévu pour le 18 novembre 2008, elle a été publiée le 25 février 2009.

### Diplomacy
La deuxième extension Diplomacy a été annoncée le 26 août 2009. Elle développera, comme son nom l'indique, la dimension diplomatique du jeu. Elle est sortie le 9 février 2010.

### Rebellion
Cette troisième extension Rebellion a été annoncée le 22 juin 2012. L'ajout de nouvelles classes de vaisseaux dont les Titans ainsi que de nouveaux vaisseaux amiraux. Six nouvelles spécificités et pouvoirs s'ajouteront aux technologies existantes des précédentes extensions. Amélioration de la stratégie, du graphisme, de l'IA et du tutoriel.
Il est maintenant possible de jouer un des deux camps dans chaque faction : rebelles ou loyaux. Bien que les deux camps partagent de nombreux points communs, leurs titans sont différents ainsi que les nouveaux pouvoirs proposés (exemple : seuls les TEC rebelles peuvent contracter des alliances avec les nations neutres et les pirates).